# Bo'ai
Bo'ai, även känt som Poai, är ett härad som lyder under Jiaozuos stadsprefektur i Henan-provinsen i centrala Kina.

## Källa
1. ↑  ”worldpostmarks.net”. Arkiverad från originalet den 2 januari 2015. https://web.archive.org/web/20150102101710/http://worldpostmarks.net/HTML%20Countries/china.htm. Läst 12 januari 2015.